# Lutte aux Jeux olympiques d'été de 2004
Navigation
Sydney 2000 Pékin 2008
Les épreuves de lutte aux Jeux olympiques d'été de 2004 se déroulent au Gymnase olympique d'Áno Liósia du 22 au 29 août 2004. Deux disciplines sont au programme, la lutte libre (sept catégories masculines et quatre féminines) et la lutte gréco-romaine (sept catégories masculines).

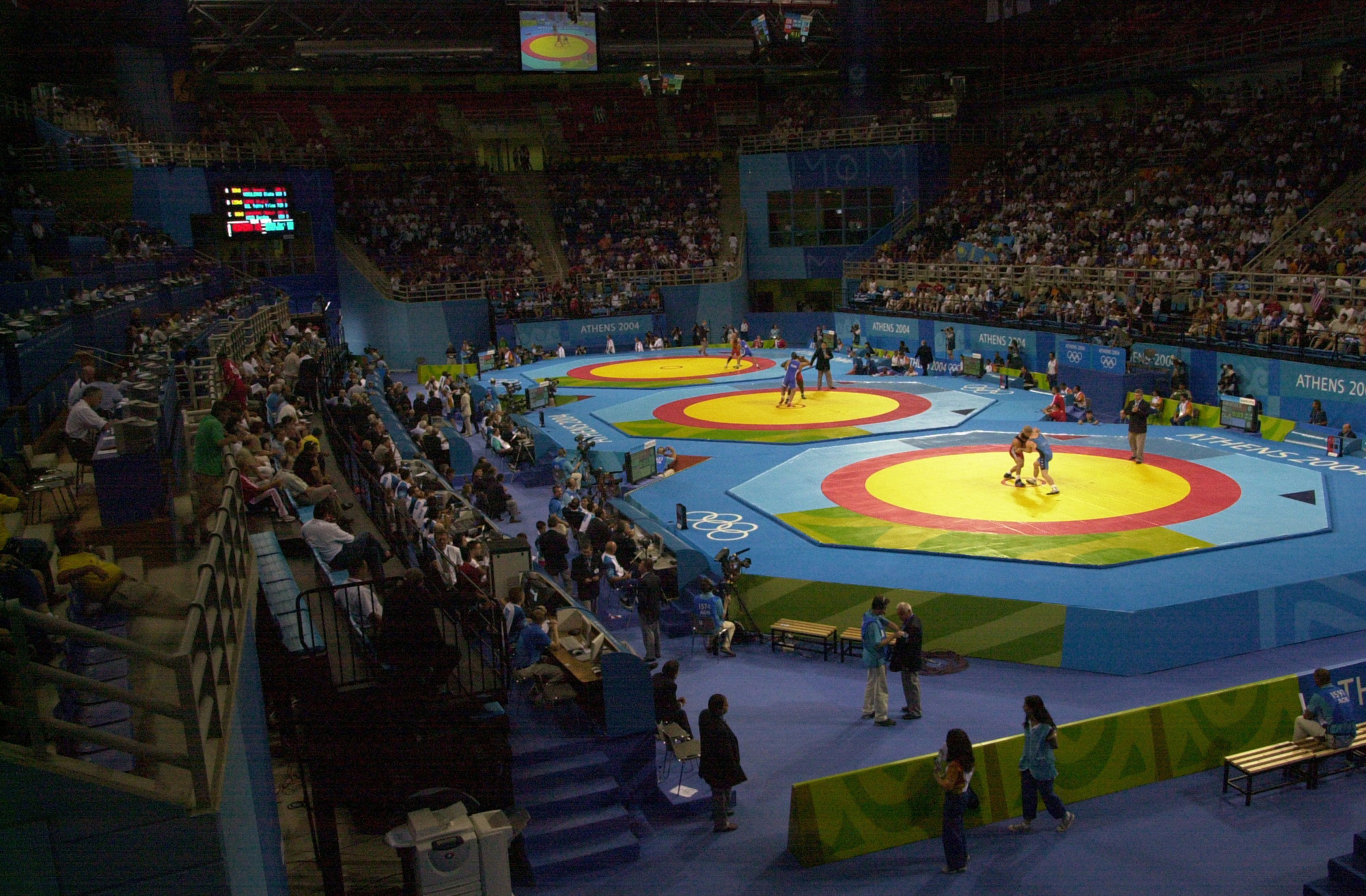
Compétition masculine dans le gymnase olympique d'Áno Liósia.

## Tableau des médailles pour la lutte
| Rang | Nation       | Or | Argent | Bronze | Total |
| ---- | ------------ | -- | ------ | ------ | ----- |
| 1    | Russie       | 5  | 2      | 3      | 10    |
| 2    | Japon        | 2  | 1      | 3      | 6     |
| 3    | Ouzbékistan  | 2  | 1      | 0      | 3     |
| 4    | Ukraine      | 2  | 0      | 0      | 2     |
| 5    | États-Unis   | 1  | 3      | 2      | 6     |
| 6    | Cuba         | 1  | 1      | 1      | 3     |
| 7    | Corée du Sud | 1  | 1      | 0      | 2     |
| 8    | Azerbaïdjan  | 1  | 0      | 0      | 1     |
| 8    | Chine        | 1  | 0      | 0      | 1     |
| 8    | Égypte       | 1  | 0      | 0      | 1     |
| 8    | Hongrie      | 1  | 0      | 0      | 1     |
| 12   | Iran         | 0  | 2      | 1      | 3     |
| 12   | Kazakhstan   | 0  | 2      | 1      | 3     |
| 14   | Turquie      | 0  | 1      | 2      | 3     |
| 15   | Canada       | 0  | 1      | 0      | 1     |
| 15   | Finlande     | 0  | 1      | 0      | 1     |
| 15   | Géorgie      | 0  | 1      | 0      | 1     |
| 15   | Suède        | 0  | 1      | 0      | 1     |
| 19   | France       | 0  | 0      | 2      | 2     |
| 20   | Biélorussie  | 0  | 0      | 1      | 1     |
| 20   | Bulgarie     | 0  | 0      | 1      | 1     |
| 20   | Grèce        | 0  | 0      | 1      | 1     |

## Résultats
Pour des résultats supplémentaires, voir Lutte aux Jeux olympiques de 2004, résultats détaillés.

### Lutte libre Femmes
| Épreuve    | Or            | Argent          | Bronze           |
| - de 48 kg | Iryna Merleni | Chiharu Ichō    | Patricia Miranda |
| - de 55 kg | Saori Yoshida | Tonya Verbeek   | Anna Gomis       |
| - de 63 kg | Kaori Ichō    | Sara McMann     | Lise Legrand     |
| - de 72 kg | Wang Xu       | Guzel Manyurova | Kyōko Hamaguchi  |

### Lutte libre hommes
| Épreuve     | Or                    | Argent               | Bronze              |
| - de 55 kg  | Mavlet Batirov        | Stephen Abas         | Chikara Tanabe      |
| - de 60 kg  | Yandro Quintana       | Masoud Mostafa-Jokar | Kenji Inoue         |
| - de 66 kg  | Elbrus Tedeyev        | Jamill Kelly         | Makhach Murtazaliev |
| - de 74 kg  | Buvaysar Saytiev      | Gennadiy Laliyev     | Iván Fundora        |
| - de 84 kg  | Cael Sanderson        | Moon Eui-jae         | Sazhid Sazhidov     |
| - de 96 kg  | Khadzhimurat Gatsalov | Magomed Ibragimov    | Alireza Heidari     |
| - de 120 kg | Artur Taymazov        | Alireza Rezaei       | Aydın Polatçı       |

### Lutte gréco-romaine hommes
| Épreuve     | Or                      | Argent               | Bronze                |
| - de 55 kg  | István Majoros          | Geidar Mamedaliyev   | Artióm Kiouregkián    |
| - de 60 kg  | Jung Ji-hyun            | Roberto Monzón       | Armen Nazarian        |
| - de 66 kg  | Fərid Mansurov          | Şeref Eroğlu         | Mkhitar Manukyan      |
| - de 74 kg  | Aleksandr Doxturushvili | Marko Yli-Hannuksela | Varteres Samourgachev |
| - de 84 kg  | Aleksey Mishin          | Ara Abrahamian       | Viachaslau Makaranka  |
| - de 96 kg  | Karam Gaber             | Ramaz Nozadze        | Mehmet Özal           |
| - de 120 kg | Khasan Baroyev          | Georgiy Tsurtsumia   | Rulon Gardner         |